# Romul
Romul je bil legendarni ustanovitelj in prvi kralj Rima. Različne tradicije pripisujejo ustanovitev mnogih najstarejših pravnih, političnih, verskih in socialnih institucij v Rimu Romulu in njegovim sodobnikom. Čeprav mnoge od teh tradicij vsebujejo elemente folklore in ni jasno, v kolikšni meri zgodovinski lik temelji na mitskem Romulu in so bili dogodki in institucije, ki so mu bile pripisane, osrednji del mitov o nastanku in kulturni tradiciji Rima.

## Tradicionalni opis
Miti o Romulu vključujejo več različnih epizod in figur: čudežno rojstvo in mladost Romula in Rema, njegovega brata dvojčka, Remov umor in ustanovitev Rima, ugrabitev Sabink, vojna s Sabinci, Tit Tatij, ustanovitev rimskih institucij in smrt ali apoteoza Romula in nasledstvo Nume Pompilija.

### Romul in Rem
Romul in njegov brat dvojček Rem sta bila sinova Ree Silvije, hčere Numitorja, nekdanjega kralja  Albe Longe. Preko njiju dvojčka izvirata od trojanskega junaka Eneja in Latina, mitskega ustanovitelja lacijskega kraljestva.
Pred rojstvom dvojčkov je Numitorja uzurpiral njegov brat Amulij. Potem ko je Amulij zasedel prestol, je umoril Numitorjevega sina in obsodil Reo na večno nedolžnost, tako da jo je posvetil v vestalko . Vendar je Rea zanosila, očitno od boga Marsa. Amulij jo je zaprl in ob rojstvu dvojčkov ukazal, naj ju vržejo v Tibero. Namesto da bi izvršili kraljevo naročilo, so njegovi hlapci pustili dvojčka ob bregu reke ob vznožju Palatinskega griča. 
V tradicionalni pripovedi legende je dvojčka, ki sta bila ob vznožju figovca, našla volkulja. Dojila ju je in vzgojila v votlini, dokler ju nista našla pastir Faustul in njegova žena Acca Larentia. Brata sta zrasla do odraslosti med pastirji in hribovci.
Potem ko sta se zapletla v spor med Amulijevimi privrženci in dedka Numitorja, sta izvedela resnico o svojem izvoru. Zrušila in ubila sta Amulija in na prestol vrnila Numitorja . Princa sta si zadala ustanoviti svoje mesto. Vrnila sta se v hribe s pogledom na Tibero, prostor, kjer sta bila izpostavljena kot dojenčka. Nista se mogla dogovoriti, na katerem griču naj bi bilo novo mesto. Ko znamenje, da bi razrešila polemiko, ni dalo jasne indikacije, se je konflikt stopnjeval in Rema je ubil njegov brat ali bratov privrženec . V različici legende so avguri favorizirali Romula, ki je nadaljeval oranje kvadratne brazde okoli Palatinskega griča, da bi določil obzidje prihodnjega mesta. Ko je Rem skočil čez 'zid', da bi pokazal, kako neprimerni so bili proti vsiljivcem, ga je Romul v jezi ubil. V drugi različici je Rem umrl med prerivanjem, skupaj s Faustulom.

### Ustanovitev mesta
Romulova ustanovitev mesta je bila vsako leto obeležena 21. aprila s festivalom Parilia . Njegovo prvo dejanje je bilo utrditi Palatin, med tem ko je žrtvoval bogovom. Nato je meje mesta določil z brazdo, ki jo je zaoral, opravil še eno žrtvovanje in se s svojimi privrženci lotil gradnje samega mesta . Romul je nato iskal privolitev ljudstva, da bi postal njihov kralj. Z Numitorjevo pomočjo jih je nagovoril in prejel njihovo odobritev. Romul je sprejel krono, potem ko je žrtvoval in molil k Jupitru in potem, ko je dobil ugodno znamenje. 
Romul je nato prebivalstvo za davčne in vojaške namene razdelil na tri plemena, znana kot Ramnes, Titienses in Luceres. Vsakemu plemenu je predsedoval uradnik, znan kot tribun in je bil nadalje razdeljen na deset kurij (curia) ali oddelkov, ki mu je predsedoval uradnik, znan kot curio. Romul je vsakemu oddelku v dobro ljudi dodelil tudi del zemlje . Nič ni znanega o načinu obdavčitve plemen in kurij, toda kot vojaško dajatev je bila vsaka kurija odgovorna za oskrbo sto peš vojakov, enoto, znano kot centurija in deset konjenikov. Vsako pleme je tako zagotavljalo približno tisoč vojakov pehote in eno centurijo konjenice; tristo konjenikov znanih kot celeres je oblikovalo  telesno stražo rimskih kraljev.
Romul je izbral sto mož iz vodilnih družin in ustanovil rimski senat. Te može je imenoval patres, mestni očetje; njihovi potomci so postali znani kot patriciji in so tvorili enega od dveh večjih družbenih razredov v Rimu. Drug razred, znan kot plebejci ali plebs, je bil sestavljen iz služabnikov, osvobojencev, ubežnikov, ki so v Rimu iskali azil, zajetih v vojni in drugih, ki so jim sčasoma podelili rimsko državljanstvo.
Da bi spodbudil rast mesta, je Romul prepovedal detomor in na Kapitolskem griču ustanovil azil za ubežnike, kjer so lahko svobodni in sužnji zaprosili za zaščito in zahtevali rimsko državljanstvo.

### Ugrabitev Sabink
Novo mesto je bilo polno kolonistov, od katerih je bila večina mladih, neporočenih in medtem ko so begunci, ki so iskali azil, pomagali k rasti prebivalstva, so samski moški močno presegli število žensk. Brez sklenitve zakonskih zvez med Rimom in sosednjimi skupnostmi novo mesto na koncu ne bi uspelo. Romul je poslal v sosednja mesta odposlance, ki so prosili, naj dovolijo zakonske zveze z rimskimi državljani, vendar so ga zavrnili. Romul je nato oblikoval načrt, kako pridobiti ženske iz drugih naselij. Napovedal je pomemben festival in igre ter povabil prebivalce sosednjih mest. Mnogi so prišli, zlasti Sabinci. Na vnaprej pripravljen signal so Rimljani začeli ugrabljati in odnašati poročene ženske.
Ogrožena mesta so se pripravila na vojno z Rimom in bi morda premagala Romula, če bi bila popolnoma združena. Toda nestrpni do Sabincev, so latinska mesta Caenina, Crustumerium in Antemnae ukrepala brez zaveznikov. Caenina je prva napadla; njena vojska je bila hitro uničena in mesto zavzeto. Potem ko je v posameznih bojih osebno premagal in ubil princa Caenine, mu je Romul odvzel oklep in postal prvi, ki je zahteval spolia opima ('bogati plen'), ter obljubil tempelj Jupitru Feretriju. Antemnae in Crustumerium sta bili osvojeni in nekaterim njihovim ljudem, predvsem družinam ugrabljenih žensk, so se dovolili, da se naselijo v Rimu.
Po porazu latinskih mest so Sabinci pod vodstvom Tita Tacija z vojsko odšli nad Rim. Kontrolo nad citadelo so pridobili z podkupovanjem Tarpeia, hčere rimskega poveljnika, zadolženega za njeno obrambo. Brez citadele so se bili Rimljani dolžni srečati s Sabinci na bojišču. Vnel se je hud boj, v bližini Lacus Curtius, ki naj bi bil poimenovan po Mettiju Curtiusu, sabinskemu vojščaku, ki je svojega konja potopil v blato, da bi zaustavil rimske zasledovalce, ko se je umikal. Romul je obljubil tempelj Jupitru Statorju če prepreči, da bi se njegova odpor zlomil. Prelivanje krvi se je končalo, ko so se Sabinke umestile med obe vojski in na eni strani molile za očete in brate, na drugi strani pa za može. Voditelji obeh strani so se sestali in sklenili mir. Ustanovili so eno skupnost, ki ji bosta skupno vladala Romul in Tatij. .

### Kasnejši dogodki
Dva kralja sta več let predsedovala rastočemu mestu, preden je bil Tacij ubit v nemirih v Laviniju, kamor se je odpravil žrtvovat. Malo pred tem se je skupina odposlancev iz Laurentuma pritožila nad ravnanjem Tacijevih sorodnikov, ta pa je odločil o zadevi proti odposlancem. Romul se je uprl pozivom, da bi se maščeval kralju Sabincev, namesto da bi ponovno potrdil rimsko zavezništvo z Laviniumom in morda preprečil, da bi se njegovo mesto razkropilo po etničnih skupinah.
V letih po Tacijevi smrti je Romul osvojil mesto Fidenae, ki je, vznemirjeno zaradi naraščajoče moči Rima, začelo napadati rimsko ozemlje. Rimljani so Fidenajce zvabili v zasedo in preusmerili svojo vojsko. Ko so se umaknili v svoje mesto, so jim Rimljani sledili, preden so vrata zaprli in mesto zajeli. Etruščansko mesto Veii, devet kilometrov gorvodno po Tiberi od Rima, je prav tako napadlo rimsko ozemlje, kar je napovedovalo vlogo tega mesta kot glavnega tekmeca rimski oblasti v naslednjih treh stoletjih. Romul je premagal vojsko Veija, vendar je mesto našel predobro branjeno, da bi ga oblegal in namesto tega opustošil podeželje 

### Smrt in nasledstvo
Po sedemintridesetih letih kraljevanja naj bi Romul med nenadno in silovito nevihto izginil v vrtincu, ko je pregledoval svoje čete na Campusu Martiusu. Tit Livij pravi, da so Romula ubili senatorji, ki so mu iz ljubosumja odtrgali okončine ali pa se je z Marsom povzpel v nebesa. Livij verjame zadnji teoriji o legendarni kraljevi smrti, saj Rimljanom omogoča, da verjamejo, da so bogovi na njihovi strani, kar je razlog, da se pod Romulovim imenom še naprej širijo. Romul je pridobil kult, ki se je pozneje asimiliral s kultom Kvirina, morda prvotno avtohtonega boga Sabincev. Ker Sabinci od smrti Tita Tacija niso imeli svojega kralja, je bil izbran naslednji kralj, Numa Pompilij. Romul je bil pokopan pod stopnicami v Curia Julia ali senatske hiše, v Rimskem forumu.

## Primarni viri
Kvint Fabij Piktor se sklicuje kot vir za Livija, Dionizija in Plutarha. Drugi pomembni viri vključujejo Ovidove Fasti in Vergilijevo Eneido. Grški zgodovinarji so že tradicionalno trdili, da so Rim ustanovili Grki. Ta zapis se lahko nanaša na logografa iz 5. stoletja pred našim štetjem po imenu Helanika iz Lezbosa, ki je za ustanovitelja imenoval Eneja. Rimskim zgodovinarjem pa je Romul ustanovitelj Rima in prvi 'Rimljan'. Romula povezujejo z Enejem po krvi in omenjajo predhodno naselitev na Palatinskem griču, včasih pa ga pripišejo Evanderju in njegovim grškim kolonistom. Rimljanom je bil Rim ustanova in tradicija, ki jo pripisujejo legendarnemu ustanovitelj.

## Sodobne študije
Kot celota legenda zajema rimske ideje o sebi, svojem izvoru in moralnih vrednotah. Za sodobno znanost ostaja eden najbolj zapletenih in problematičnih vseh mitov o ustanovitvi. Antični zgodovinarji niso dvomili, da je Romul mestu dal ime. Večina sodobnih zgodovinarjev meni, da je njegovo ime povratna tvorba iz imena mesta. Rimski zgodovinarji so mesto ustanovili med letoma 758 in 728 pred našim štetjem, Plutarh pa poroča o zapisu Varrovega prijatelja Tarutija, da je bilo leta 771 pred našim štetjem rojstvo dvojčkov Romula in Rema. Tradicija, ki je Romulu pripisala daljnega prednika v polbožanskem trojanskem knezu Eneju, je bila še dodatno olepšana, Romul pa je postal neposredni prednik prve cesarske dinastije Rim. Ni jasno ali je zgodba o Romulu ali o dvojčkih izvorni element temeljnega mita ali sta bila dodana oba. 

### Romul-Kvirin
Ennij (180. pr. n. št.) omenja Romula kot božanstvo samo po sebi, brez sklicevanja na Kvirina. Rimski mitografi so slednjega opredelili kot prvotno Sabinsko vojno božanstvo in se tako poistovetili z rimskim Marsom. Lucilij Kvirina in Romula navaja kot ločeni božanstvi, Varro pa jima pripisuje različne templje. Slike Kvirina so ga prikazovale kot bradatega bojevnika, ki nosi kopje kot bog vojne, utelešenje rimske moči in obogatene podobe mesta Rim. Imel je naziv Flamines maiores (vrhovni svečenik), imenovan Flamen Quirinalis, ki je nadzoroval njegovo čaščenje in obrede v ureditvi rimske religije, ki je bila pripisana Romulovemu kraljevemu nasledniku Numi Pompiliju. Vendar ni dokazov za sorodni Romul-Kvirin pred 1. stoletjem pred našim štetjem.
V knjigi 14, vrstice 805–828, Metamorfoze Ovid opisuje čaščenje Romula in njegove žene Hersilije, ki so jima dali novi imeni Kvirin in Hora. Mars, Romulov oče, je dobil dovoljenje Jupitra, da sina pripelje na Olimp in živi z olimpijci.
Ena teorija te tradicije zadeva nastanek dveh mitskih figur iz ene same, starejše legende. Romul je ustanovni junak, Kvirin je bil morda bog žetve, Fornacalia pa je bil festival v čast žetve (pire). Skozi tradicionalne datume iz pripovedk in festivalov se med seboj povezujejo. Legenda o umoru takega ustanovnega junaka, pokopu junakovega telesa na njivah (ki jih najdemo v nekaterih poročilih) in festivalu, ki je povezan s tem junakom, bogom žetve in osnovnih živil, je vzorec, ki ga prepoznajo antropologi. Ta vzorec, imenovan dema arhetip, kaže, da sta bil bog in junak v prejšnji tradiciji v resnici ista figura in sta se kasneje razvili v dve.

## Zgodovinskost
Morebitne zgodovinske podlage za široko mitološko pripoved ostajajo nejasne in sporne.
Sodobna znanost k različnim znanim zgodbam mita pristopa kot kumulativna obdelava in kasnejše interpretacije rimskega ustanovitvenega mita. Rimski zgodovinarji so posebne različice in primerjave predstavili kot avtoritativne, uradno zgodovino, prepredeno s protislovji in neprimernimi različicami, da bi upravičili sodobni razvoj, rodoslovje in dejanja v zvezi z rimsko moralo. Zdi se, da druge pripovedi predstavljajo priljubljeno ali folklorno tradicijo; nekatere od njih ostajajo neprimerne po namenu in pomenu. Wiseman povzame celoto kot mitografijo nenavadno problematičnih temeljev in zgodnje zgodovine.
Nehvaležni elementi mnogih mitov o Romulu so nekatere znanstvenike privedli do tega, da so jih opisali kot 'sramotno' ali 'nespodobno'. V antiki so takšne zgodbe postale del antirimske in antipoganske propagande. Pred kratkim je zgodovinar Hermann Strasburger postuliral, da ti nikoli niso bili del verodostojne rimske tradicije, ampak so jih izumili in popularizirali rimski sovražniki, verjetno v Magna Graecia, v zadnjem delu 4. stoletja pred našim štetjem. To hipotezo zavračajo drugi znanstveniki, na primer Tim Cornell, ki ugotavlja, da je zgodba o Romulu in Remu do tega obdobja že dobila svojo standardno obliko in je bila v Rimu splošno sprejeta. Drugi elementi mita o Romulu so zelo podobni skupnim elementom ljudske pravljice in legende ter tako močno dokazujejo, da so bile zgodbe stare in avtohtone. Prav tako se Momiglianu zdi Strasburgerjev argument dobro razvit, vendar povsem nedorečen.
17. februarja 2020 je agencija Agenzia Nazionale Stampa Associata poročala, da so v bližini Lapis Nigerja na Rimskem forumu odkrili hipogej, ki vsebuje sarkofag iz tufa. Grobnica je datirana v 6. stoletje pred našim štetjem, našli pa so jo skupaj z navideznimi ostanki oltarja, posvečenega Romulu, postavljenega na mestu, kjer naj bi bil Romul pokopan.

## V umetnosti
Najpomembnejše epizode, ki sestavljajo legendo,: posilstvo Sabink, pripoved o Tarpeji in smrti Tacija, so že od antičnih časov pomemben del starodavne rimske znanosti in pogost predmet umetnosti, literature in filozofije.

### Palazzo Magnani
V poznem 16. stoletju je bogata družina Magnani iz Bologne naročila serijo umetnin, ki temeljijo na mitu o ustanovitvi Rima. Med umetniki, ki so prispevali dela, je bila skulptura Herkul z dojenčkoma dvojčkoma Gabriel Fiorinija, z likoma pokroviteljev. Najpomembnejša dela so bila obsežna serija fresk, ki jih izdelali bratje Carracci, Ludovico, Annibale in Agostino, skupaj imenovane Zgodovina ustanovitve Rima.
- Romul s plugom označuje meje mesta
- Asylum (Inter duos Lucos)
- Ugrabitev Sabink
- Romul posveča tempelj Jupitra Feretriusa
- Bitka za Lacus Curtius
- Smrt Tita Tacija v Laurentiumu
- Romul se pokaže Proculusu Juliusu
- Romulov ponos

### Ugrabitev Sabink
- Ratto delle Sabine (Ugrabitev Sabink), Il Sodoma (1507)
- L'Enlèvement des Sabines (Ugrabitev Sabink), Nicolas Poussin (1638)
- Ugrabitev Sabink, Peter Paul Rubens (1634–36)
- Ratto delle Sabine (Ugrabitev Sabink), Giambologna (1583)
- Ratto delle Sabine (Ugrabitev Sabink), Jacopo Ligozzi (c.1565-1627)
- L'Enlèvement des Sabines (Ugrabitev Sabink), pripisano Theodoor van Thulden (17. st.)
- "Ugrabitev Sabink", Sebastiano Ricci (c. 1700)
- Der Raub der Sabinerinnen (Ugrabitev Sabink),  Johann Heinrich Schönfeld (1640)
- Ugrabitev Sabink – Ugrabitev, Charles Christian Nahl (1870)
- Ugrabitev Sabink – Ujetje, Charles Christian Nahl (1871)
- Ugrabitev Sabink –  Invazija, Charles Christian Nahl (1871)

### Tarpeia
- Vestalka Tarpeia, ki so jo pretepli Tacijevi vojaki Il Sodoma (16. st.)
- Tarpeina kazen, fragment iz marmornega kipa iz friza bazilika Emilija (100 pr. n. št. - 100 n. št.)
- Rekonstrukcija bazilike Emilia, marmorni friz
- Tarpeia, risba iz Pictura loquens "the Heroic Accounts of Hadrian Schoonebeeck" (1695) (14751427905)
- Tarpeia se zaroči s Tacijem v ilustraciji iz The story of the Romans, Hélène Adeline Guerber (1896)

### Hersilia
- Print iz Romolo ed Ersilia, zadnja scena, Act 3, umetnik Giovanni Battista Cipriani, graver Francesco Bartolozzi (1781)
- Detajl Hersilie iz Posredovanje Sabink, Jacques-Louis David (1799)
- Ersilia separa Romolo da Tazio (Hersilia razdvaja Romula in Tacija), Guercino (1645)

### Tacijeva smrt
- La mort de Tatius (Tacijeva smrt), Étienne-Barthélémy Garnier (1788)
- La mort de Tatius, Anne-Louis Girodet de Roussy-Trioson (1788)
- La mort de Tatius, Jacques Réattu (1788)

### Romulova smrt
- "Prikazovanje Romula pred Proklom", Peter Paul Rubens (17. st.)